# العلاقات الروسية اللاوسية
العلاقات الروسية اللاوسية هي العلاقات الثنائية التي تجمع بين روسيا ولاوس.

## مقارنة بين البلدين
هذه مقارنة عامة ومرجعية للدولتين:
| وجه المقارنة                                              | روسيا                                   | لاوس        |
| --------------------------------------------------------- | --------------------------------------- | ----------- |
| المساحة (كم2)                                             | 17.08 مليون                             | 236.80 ألف  |
| عدد السكان (نسمة)                                         | 146.80 مليون                            | 6.86 مليون  |
| الكثافة السكانية (ن./كم²)                                 | 8.59                                    | 28.97       |
| العاصمة                                                   | موسكو                                   | فيينتيان    |
| اللغة الرسمية                                             | اللغة الروسية                           | اللغة اللاو |
| العملة                                                    | روبل روسي                               | كيب لاوي    |
| الناتج المحلي الإجمالي (بليون دولار)                      | 1.58 تريليون                            | 16.85 مليار |
| الناتج المحلي الإجمالي (تعادل القوة الشرائية) بليون دولار | 3.69 تريليون                            | 38.71 مليار |
| الناتج المحلي الإجمالي الاسمي للفرد دولار أمريكي          | 9.09 ألف                                | 1.82 ألف    |
| الناتج المحلي الإجمالي للفرد دولار أمريكي                 |                                         |             |
| مؤشر التنمية البشرية                                      | 0.798                                   | 0.575       |
| رمز المكالمات الدولي                                      | +7                                      | +856        |
| رمز الإنترنت                                              | .ru، .рф، .рус ‏، .su                    | .la         |
| المنطقة الزمنية                                           | Magadan Time ‏، ت ع م+02:00، ت ع م+12:00 | ت ع م+07:00 |

## منظمات دولية مشتركة
يشترك البلدان في عضوية مجموعة من المنظمات الدولية، منها:
| علم المنظمة | اسم المنظمة                        | تاريخ انضمام روسيا | تاريخ انضمام لاوس |
| ----------- | ---------------------------------- | ------------------ | ----------------- |
|             | مؤسسة التنمية الدولية              | 16 يونيو 1992      | 28 أكتوبر 1963    |
|             | مؤسسة التمويل الدولية              | 12 أبريل 1993      | 29 يناير 1992     |
|             | منظمة حظر الأسلحة الكيميائية       | ?                  | ?                 |
|             | الأمم المتحدة                      | 24 أكتوبر 1945     | 14 ديسمبر 1955    |
|             | منظمة الشرطة الجنائية الدولية      | 27 سبتمبر 1990     | ?                 |
|             | البنك الدولي للإنشاء والتعمير      | 16 يونيو 1992      | 5 يوليو 1961      |
|             | وكالة ضمان الاستثمار متعدد الأطراف | 29 ديسمبر 1992     | 5 أبريل 2000      |
|             | يونسكو                             | 21 أبريل 1954      | 9 يوليو 1951      |
|             | منتدى آسيان الإقليمي ‏              | ?                  | ?                 |

## وصلات خارجية
- موقع وزارة الخارجية الروسية